# OK비교대출
OK비교대출은 OK캐피탈에서 운영하는 비교대출 서비스 브랜드명이다.  저축은행, 캐피탈 등 금융사에서 판매 중인 대출 상품 금리와 한도를 비교해 금융소비자에게 가장 적합한 조건의 대출을 추천하고 간편하게 대출을 신청할 수 있도록 도와주는 금융서비스를 운영하고 있다.

## 서비스 연혁
- 2023년 5월 12일 대출비교서비스 정식 출시(12개 제휴사)
- 2023년 8월 가입자 수 5만명 돌파(12개 제휴사, 누적 대출비교금액 6,500억원 돌파)
- 2023년 11월 가입자 수 10만명 돌파 (13개 제휴사, 누적 대출비교금액 1.5조원 돌파)
- 2024년 2월 TVCF 광고 온에어 (모델 허성태)
- 2024년 3월 가입자 수 15만명 돌파 (19개 제휴사, 누적 대출비교금액 3조원 돌파)
- 2024년 3월 한달 이자지원 이벤트 진행

## 이용방법
- 앱 : OK비교대출을 Google Play 혹은 App Store에서 다운로드한다.
- 웹 : https://m.okbigyo.com